# Conus princeps
Conus princeps é uma espécie de gastrópode do gênero Conus, pertencente à família Conidae.